# Hebecnema asiatica
Hebecnema asiatica är en tvåvingeart som beskrevs av Ma och Wang 1984. Hebecnema asiatica ingår i släktet Hebecnema och familjen husflugor. Inga underarter finns listade i Catalogue of Life.